# Шокет, Натали
Натали Шокет (англ.Natalie Choquette) — канадская оперная певица (сопрано)

## Биография
Натали Шокет родилась в Токио в семье дипломата. Обучалась пению и игре на фортепиано в таких городах, как Лима, Перу, Бостон, Рим, Монреаль и Москва. Её карьера началась в Риме и Монреале в сотрудничестве с Montreal Opera Choir и Société de musique contemporaine du Québec. В 1991 году она выпустила свой первый альбом, названный «Натали» и записанный компанией Isba music. В последующие годы была осуществлена запись целого ряда дисков.
В 1993 году появился первый комический оперный персонаж Натали Шокет, дива «La Феттучини», получивший признание критиков и зрителей.
В ноябре 1994 года в Монреале состоялась премьера шоу «Кто сказал, что опера это скучно?» в сотрудничестве с пианистом Скоттом Брадфордом. Вскоре после этого Натали выпустила новый альбом «La Diva», включивший в себя 13 номеров из шоу.
В 1997 году после тура, в рамках которого было дано более 120 спектаклей, Натали была награждена почетной наградой «За значительный вклад в демократизацию вокальных искусств». За свою творческую деятельность она также была удостоена степени почетного доктора Университета Оттавы и многих других престижных международных наград, среди которых два Гран-при фестиваля the Festival de Saint‑Gervais — жюри и зрителей.
В 1998 году Натали Шокет дебютировала в кино, сыграв роль комической оперной певицы в фильме Роджера Кантина «Месть женщины в черном» (La vengeance de la femme en noir). В 1999 году певица награждена призом жюри Международного фестиваля юмора в Агно (Франция), она получила престижную телевизионную награду Бронзовую розу Монтре и была занесена в Книгу рекордов Гинесса за максимальное разнообразие сценических костюмов среди оперных певцов.
В 2000 году Натали Шокет возвращается на большую сцену после недолгого перерыва, связанного с рождением дочери, а в ноябре 2002 года выпускает новый, восьмой по счету, диск. В этом же году совместно с Монреальским симфоническим оркестром под управлением Шарля Дютуа певица записывает шоу, созданное специально для телевидения, «Дива и Маэстро». Это шоу транслировалось в Канаде, Европе и Азии.
В 2003 году Натали Шокет совершила мировое турне, концерты которого прошли в Голландии, Австрии, Испании, Бельгии, Франции, Италии, Японии, Доминиканской Республике, Саудовской Аравии, Вьетнаме, США. В 2004 году певица выступила с несколькими уникальными концертами, разделив сцену с Джо Кокером, Джеймсом Брауном, The Pointer Sisters, Джоном Майлзом. В этом же году она удостоена степени почетного доктора Университета Оттавы.
Следующие несколько лет стали для Натали Шокет необыкновенно плодотворными: она придумала и поставила несколько новых шоу, её диски три года подряд были признаны лучшими вокальными альбомами года, она — самая продаваемая классическая певица в Канаде.
В 2009 году Натали Шокет сыграла главную роль в короткометражном фильме Алана Циммермана «Совершенный вакуум» («The perfect vacuum»).
Весной 2012 года певица презентовала новый сценический образ Дивы Мальбуффа или Мими — веселой и недисциплинированной оперной певицы, помогающей с легкостью войти в мир оперы самым маленьким слушателям.